# Parathamnium
Parathamnium là một chi rêu trong họ Thamnobryaceae.